# Stara Synagoga w Grodzisku Wielkopolskim
Stara Synagoga w Grodzisku Wielkopolskim – pierwsza, drewniana synagoga znajdująca się w Grodzisku Wielkopolskim, przy dzisiejszym placu Wiosny Ludów.
Dokładna data powstania synagogi nie jest znana, ale przypuszcza się, że mógł to być wiek XVI. Dawne dokumenty odnotowują, że podczas pożaru miasta w 1761 roku synagoga uległa zniszczeniu. W 1800 roku zawaliła się. W 1822 roku na jej miejscu wzniesiono nową, murowaną synagogę.